# Mario Amorós
Mario Amorós Quiles (Alicante, 11 de agosto de 1973) es un periodista e historiador español, que ha escrito libros de investigación sobre Chile y España, como las biografías de Víctor Jara, Salvador Allende, Pablo Neruda, Augusto Pinochet y Dolores Ibárruri.

## Biografía
Mario Amorós vivió sus primeros años en Novelda, Alicante, es licenciado en Periodismo por la Universidad Complutense de Madrid. Luego obtuvo una licenciatura y doctorado en Historia (con la calificación de sobresaliente cum laude por unanimidad) por la Universidad de Barcelona. Su tesis doctoral fue una investigación acerca del sacerdote valenciano Antonio Llidó, desaparecido en 1974 en Chile a manos de la DINA, la dirección de la tesis fue realizada por el Dr. Miquel Izard.
Ha sido profesor invitado de la Facultad de Filosofía y Humanidades de la Universidad de Chile y miembro del Consejo Asesor de la Cátedra de Memoria Histórica del siglo XX de la Universidad Complutense de Madrid. Ha impartido conferencias sobre Historia de Chile en el Instituto de Estudios Latinoamericanos de la Universidad de Estocolmo, Universidad Autónoma de Santo Domingo (República Dominicana), Maison de l’Amérique Latine de París; Maison de l’Amérique Latine de Bruselas, Universidad Complutense de Madrid, Universidad de Barcelona, Universidad de Valencia, Universidad Autónoma de Madrid, Universidad de Alicante, Universidad de Sevilla, Universidad del País Vasco, Universidad Central de Chile, Universidad ARCIS, Universidad de Chile y Pontificia Universidad Católica de Chile.
Tiene una larga experiencia como periodista e historiador. Ha publicado entrevistas, artículos de opinión y reportajes en los principales medios de España: El País, La Vanguardia, El Mundo, El Periódico de Catalunya, La Voz de Galicia, Levante, Público, La Razón, Información, Tiempo, Diario 16, Le Monde diplomatique, El Viejo Topo, Cambio 16, Pasajes de Pensamiento Contemporáneo, La Clave, 21RS, La Aventura de la Historia, Historia 16, Diagonal o La Tribuna de Toledo. Asimismo, ha escrito en medios chilenos como El Siglo, Punto final, La Tercera o El Mercurio. Entre 1996 y 2016, fue miembro del consejo de redacción de Mundo Obrero y entre 2003 y 2013 coeditor de la sección sobre Chile del periódico Rebelión junto con el historiador Franck Gaudichaud. Además, participó en el libro Cuando hicimos historia. La experiencia de la Unidad Popular (LOM Ediciones, Santiago de Chile, 2005, 210 págs.) con el artículo “La Iglesia que nace del pueblo: Relevancia histórica del movimiento Cristianos por el Socialismo”, disponible en línea.
Sus biografías de Salvador Allende, Miguel Enríquez, Augusto Pinochet y Pablo Neruda están consideradas como las obras de referencia sobre ellos. En relación con estos libros, ha concedido entrevistas a más de cincuenta medios de comunicación de diferentes países, como BBC, CNN Internacional, Radio France International, Folha de Sao Paulo, Clarín, La Repubblica, El País, El Mundo, Radio Caracol, Radio Cooperativa, Radio Bío Bío, La Tercera, Cadena Ser, Cadena Cope, la televisión pública alemana. Por ejemplo, en El País el 11 de septiembre de 2013, acerca de su biografía de Salvador Allende, cuando se conmemoraban los 40 años del golpe de Estado. En este mismo diario El País, ha sido colaborador del blog Historia/s del diario El País. Entrevistó a la Presidenta de Chile, Michelle Bachelet, en La Moneda para el diario El Mundo En 2015, dio a conocer 11 cartas inéditas del poeta Miguel Hernández, escritas desde las prisiones franquistas entre 1939 y 1942, en un impactante reportaje publicado en la revista Tiempo.
En 2022, participó como invitado en la Semana Negra de Gijón y prologó las memorias del abogado chileno Eduardo Contreras: Habitante de dos siglos. Memorias de un hombre feliz (Ceibo Ediciones). Ha sido el asesor histórico de la serie de televisión Los mil días de Allende (emitida en Televisión Nacional de Chile y Televisión Española en 2023, producida por la productora chilena Párox, dirigida por Nicolás Acuña y protagonizada por Alfredo Castro) y de la exposición de artesanía La historia es nuestra. Salvador Allende y la Unidad Popular a través de la “loza” de Talagante, estrenada en el Museo Nacional de Antropología de España (Madrid) entre junio y septiembre de 2023. 
En 2024, ha escrito el prólogo del libro Comunistas en la campiña norte de Jaén (Utopía Libros), de Luis Segura Peñas. Sus artículos sobre Chile han sido traducidos a más de diez idiomas (portugués, italiano, alemán, ruso, gallego, francés, checo, catalán) y reproducidos en publicaciones de diversos países. 
Es el asesor histórico del documental Dolores Ibárruri, Pasionaria, dirigido por Amparo Climent, producido por Bowfinger International Pictures SL y estrenado en cines en España el 3 de octubre de 2025.
Es el asesor histórico del proyecto de serie de ficción The last flight of the condor, sobre la detención de Pinochet en Londres (1998-2000), producida y escrita por Alberto Rull y Rodrigo Martín Antoranz y seleccionado en 2024, para su etapa de desarrollo inicial, por European Writers Club junto con otros cinco proyectos europeos.
Es autor de 30 libros, que pueden consultarse en cerca de mil bibliotecas de todo el mundo.

## Libros
- 2001: Chile, la herida abierta (Paz con Dignidad y Ahimsa, Madrid, 2001, 88 págs.) Disponible en línea.
- 2004: Después de la lluvia. Chile, la memoria herida (Cuarto Propio, Santiago de Chile, 2004, 450 págs.) Disponible en línea.
- 2007: Antonio Llidó, un sacerdote revolucionario (PUV, Valencia, 2007, 360 págs.)
- 2008: La memoria rebelde. Testimonios sobre el exterminio del MIR: De Pisagua a Malloco (Ediciones Escaparate, Concepción, 2008, 206 págs.) Disponible en línea.
- 2008: Compañero Presidente. Salvador Allende, una vida por la democracia y el socialismo (PUV, Valencia, 2008, 372 págs.).
- 2009: Novelda: La Transición en la memoria (Ayuntamiento de Novelda, Novelda, 2009, 137 págs.) Disponible en línea.
- 2011: Conversaciones con Marga Sanz. Esquerra Unida, el valor de la alternativa (Institut d’Estudis Polítics, Valencia, 2011, 210 págs.) Disponible en línea.
- 2011: Argentina en el Archivo de IEPALA (IEPALA, Madrid, 2011, 557 págs.).
- 2012: El hilo rojo. Memorias de dos familias obreras (PUV, Valencia, 2012, 282 págs.). Incluye un documental de 60 minutos codirigido junto con Javier Couso.[16]
- 2012: Sombras sobre Isla Negra (Ediciones B, Santiago de Chile, 2012, 246 págs.). Con distribución también en Colombia.
- 2013: Allende. La biografía (Ediciones B, Barcelona, 2013, 681 págs.). Con edición en Chile y distribución también en Uruguay y Venezuela.
- 2014: Argentina contra Franco. El gran desafío a la impunidad de la dictadura (Akal, Madrid, 2014, 127 págs.).
- 2014: 75 años después. Las claves de la Guerra Civil Española. Conversación con Ángel Viñas (Ediciones B, Barcelona, 2014, 272 págs.) Distribución también en Chile y Uruguay.[17]
- 2014: Miguel Enríquez. Un nombre en las estrellas (Ediciones B, Santiago de Chile, 2014, 333 págs.).
- 2015: El correo del exilio. Cartas a Radio España Independiente (1962-1964) (Fundación Domingo Malagón, Madrid, 2015, 153 págs.).
- 2015: Neruda. El príncipe de los poetas (Ediciones B, Barcelona, 2015, 624 págs.). Ediciones en Chile y Argentina y distribución también en Uruguay, México, Colombia y Estados Unidos.[18]
- 2016: Una huella imborrable. Antonio Llidó, el sacerdote detenido-desaparecido (Pehuén, Santiago de Chile, 2016, 251 págs.).[19]
- 2016: Una leyenda hecha guitarra. Eulogio Dávalos. Memorias (Ediciones B, Santiago de Chile, 2016, 237 págs.). Con prólogo de Joan Manuel Serrat.
- 2017: Conversación íntima con Karen  (Ediciones Veintinueve del Diez, Santiago de Chile, 2017, 151 págs.).
- 2018: Rapa Nui. Una herida en el océano (Ediciones B, Santiago de Chile, 2018, 331 págs.)[20]
- 2019: Pinochet. Biografía militar y política (Ediciones B, Santiago de Chile, 2019, 836 págs.)[21]
- 2020: Entre la araña y la flecha. La trama civil contra la Unidad Popular (Ediciones B, Santiago de Chile, 2020, 380 págs.)[22]
- 2021: ¡No pasarán! Biografía de Dolores Ibárruri, Pasionaria (Editorial Akal, Madrid, 2021, 608 págs.)[23]
- 2023: La Vida es eterna. Biografía de Víctor Jara (Ediciones B, Santiago de Chile, 2023, 412 págs.)[24]
- 2023: El único camino, seguido de las memorias inéditas de Amaya Ruiz Ibárruri (Editorial Akal, Madrid, 2023, 720 págs.). Autor de la edición más reciente del primer volumen de las memorias de Dolores Ibárruri (El único camino), las notas y un estudio introductorio de 150 páginas.[25]
- 2023: Allende. Biografía política, semblanza humana. (Publicada por Capitán Swing en España y por Ediciones B en Chile)[26]
- 2023: Allende, la biographie. Traducción de Allende. La biografía (2013) realizada por Luis Dapelo. (Ediciones L'Harmattan. París. 460 págs)[27]
- 2024: Miguel Enríquez. Biografía de un revolucionario (Ediciones B, Santiago de Chile, 400 págs.) Quinta edición revisada y actualizada de la biografía de 2014.[28]
- 2024: Antonio Llidó, un cura junto al pueblo. Cartas desde Chile (1969-1974) (Tiempo Robado editoras, 2024, 328 págs)[29]
- 2025: Gladys Marín. Una vida revolucionaria (Ediciones B, Santiago de Chile, 2025, 517 págs)[30]